# Едінсон Кавані
Е́дінсон Робе́рто Кава́ні Го́мес (ісп. Edinson Roberto Cavani Gómez; нар. 14 лютого 1987, Сальто, Уругвай) — уругвайський футболіст, центральний нападник збірної Уругваю та «Бока Хуніорс».

## Кар'єра

### «Данубіо»
Кавані народився в Сальто. Там він, слідом за батьком і старшим братом Вальтером почав футбольні виступи. Його швидко помітили клуби зі столиці, але молодий гравець не поспішав з переходом:

Батьки завжди допомагали мені слушною порадою. У віці 12 років мене запрошували в багато клуби з Монтевідео, але батько, який непогано грав у футбол за ряд уругвайських клубів, сказав мені: ще рано, синку, твій час прийде".

У 12 років Едінсон переїхав у Монтевідео, де його взяли в молодіжну команду клубу «Данубіо». В основній команді він дебютував у 2006 році й виграв з клубом апертуру чемпіонату Уругваю.
Після вдалих виступів на міжнародних турнірах гравцем зацікавилися деякі провідні клуби Європи, такі як «Ювентус» і «Мілан».

### «Палермо»
29 січня 2007 року президент «Палермо» Мауріціо Дзампаріні оголосив про підписання багатообіцяючого уругвайського футболіста. У «Палермо» Кавані дебютував 11 березня 2007 року в домашньому матчі проти «Фіорентіни», вийшовши на заміну на 55-ій хвилині п'ятнадцять хвилин по тому відзначився першим голом у лізі.
У лютому 2010 року Кавані висловив бажання покинути «Палермо» і перейти в «Ювентус» або «Челсі», однак у березні 2010 року продовжив договір з «Палермо» до 2014 року зі щорічною заробітною платою в 1 млн євро. Згідно з контрактом, якщо інший клуб прийме рішення викупити контракт гравця, він буде змушений виплатити суму в 25 млн євро. У травні 2010 року казанський «Рубін» і донецький «Шахтар» зробили пропозиції про покупку Кавані. У червні 2010 року англійський клуб «Манчестер Сіті» запропонував за перехід Кавані 19 млн євро. 29 червня Дзампаріні оголосив, що Кавані, разом з партнером по команді, Симоном К'яра, переходить у клуб «Тоттенгем Готспур», який заплатив за трансфер обох футболістів 35 млн євро. Керівництво англійського клубу спростувало слова Дзампаріні.

### «Наполі»
17 червня 2010 року президент «Наполі» Ауреліо Де Лаурентіс оголосив про перехід Кавані до лав неаполітанського клубу. Гравець узятий в річну оренду в «Палермо» за 5 млн євро з подальшим викупом контракту за 12 млн. Особистий контракт уругвайського нападника підписаний до 2015 року з щорічною зарплатою 1,35 млн € без урахування різних бонусів. Плюс, якщо уругваєць заб'є понад 20 голів у сезоні він отримає 100 тис. євро, якщо понад 30, то 200 тис.. У новій команді уругваєць відразу став забивати: у перших трьох турах серії А він забив по голу. 15 грудня Кавані забив гол у ворота «Стяуа» у Лізі Європи УЄФА, який приніс його клубу перемогу і вивів команду в плей-офф турніру. 9 січня 2011 року Кавані забив три м'ячі у ворота «Ювентуса», причому всі три рази забивав головою. 30 січня Едінсон знову зробив хет-трик, забивши голи у ворота «Сампдорії». 3 квітня Кавані в черговий раз забив три м'ячі в одному матчі, принісши перемогу з рахунком 4:3 над «Лаціо».

### «Парі Сен-Жермен»
16 липня 2013 року перейщов до французького клубу «Парі Сен-Жермен», уклавши зі столичним клубом п'ятирічний контракт. Сума трансферу оцінюється у 63 мільйони євро, що на той час стало рекордом для французьких клубів та шостим найбільшим трансфером в історії світового футболу.
Зірковий нападник відразу став ключовою фігурою у нападі ПСЖ, склавши ударну пару форвардів зі Златаном Ібрагімовичем. При цьому уругваєць поступався у результативності своєму шведському партнеру по команді. Після ж переходу останнього влітку 2016 року до «Манчестер Юнайтед», Кавані значно покращив власну результативність і в сезоні 2016/17 став не лише найефективнішим нападником паризької команди, але й здобув титул найкращого бомбардира французької першості, забивши у 36 іграх турніру 35 голів.
У серпні 2017 року з його передачі новобранець ПСЖ Неймар забив свій перший гол за нову команду в матчі проти «Генгама».
27 січня 2018 року у матчі проти «Монпельє» забив свій 157-ий гол за паризький клуб, що дозволило йому стати найкращим бомбардиром ПСЖ в історії.
У грі 32-го туру чемпіонату Франції проти «Сент-Етьєна» не зумів вразити порожні ворота після пасу від Анхеля Ді Марії. Гра завершилася внічию з рахунком 1:1. Попри подібні промахи, а також конкуренцію в атакувальній лінії ПСЖ, яка посилилася з приходом зіркового бразильця Неймара, в сезоні 2017/18 Кавані забив 28 голів в Лізі 1, чого виявилося достатньо, аби вдруге поспіль стати найкращим бомбардиром змагання.

### «Манчестер Юнайтед»
5 жовтня 2020 року Кавані приєднався до «Манчестер Юнайтед». Угода була вкладена на один рік з можливостю на продовження ще на рік. Едінсон отримав престижний сьомий номер на футболці. Дебютував в Прем'єр-Лізі 24 жовтня, коли вийшов на заміну проти «Челсі», матч завершився з рахунком 0–0. 7 листопада забив перший гол за клуб проти «Евертона» на виїзді, а «манкуніанці» перемогли з рахунком 3–1.
10 травня 2021 року Кавані офіційно продовжив свою згоду з манчестерським клубом ще на рік.
Не дивлячись на те, що Едінсон вже провів першу гру сезону 2021–22 проти «Вулвергемптона» з сімкою на спині, він погодився на 21-ий номер (який він носить в збірній Уругваю) після трансферу Кріштіану Роналду в клуб. Перший гол в сезоні забив 30 жовтня проти «Тоттенгема», який команда виграла 3–0, а гольову передачу йому віддав якраз таки Роналду.

## Збірна
У січні 2007 року був викликаний у молодіжну збірну Уругваю, щоб зіграти у Чемпіонаті Південної Америки серед молодіжних збірних. Кавані став найкращим бомбардиром турніру з 7 м'ячами в 9 матчах, а збірна зайняла 3-е місце.
6 лютого 2008 року він зіграв свій перший матч за дорослу збірну Уругваю проти Колумбії і відразу ж забив свій перший гол. Після цього швидко став основним нападником уругвайців, склавши атакувальний дует з Луїсом Суаресом.
Взяв участь у чемпіонаті світу 2010 року, де взяв участь у всіх, за виключенням одного, матчах збірної, щоправда відзначившись лише одним голом у шести матчах.
Згодом був учасником Кубка Америки 2011, здобувши того року титул континентального чемпіона, чемпіонаті світу 2014, Кубка Америки 2015 і Кубка Америки 2016. На цих виликих турнірах сукпно взяв участь у 14 матчах, проте незмінно мав проблеми з результативністю, відзначившись лише одним забитим голом — у програному 1:3 матчі проти Коста-Рики на груповому етапі ЧС-2014.
Попри низьку результативність у фінальних частинах великих турнірів регулярно відзначався голами за Уругвай у товариських матчах та іграх кваліфікаційних турнірів. Наприкінці 2016 року забив свій 37-ий м'яч у формі збірної, перевершивши таким чином гольовий здобуток Дієго Форлана. 26 березня 2018 року провів свою соту гру за уругвайську національну команду, в якій забив свій 42-й гол у її складі.
2 червня 2018 року був очікувано включений до заявки збірної Уругваю для участі у своїй третій світовій першості — чемпіонаті світу 2018 року в Росії.
Свій перший гол на турнірі забив у 3-му турі групового етапу у ворота збірної Росії (3:0). У матчі 1/8 фіналу проти збірної Португалії відзначився дублем, що дозволило уругвайцям перемогти діючих чемпіонів Європи і пройти до наступного раунду (2:1). Через травму, отриману у тому матчі, не зміг допомогти збірній у чвертьфінальній грі проти збірної Франції, де уругвайці мінімально поступилися майбутнім чемпіонам світу (1:0). Загалом провів на турнірі 4 матчі і забив 3 голи, ставши найкращим бомбардиром своєї збірної.
Станом на березень 2022 року із 54-ма забитими м'ячами є одним з найкращих бомбардирів в історії збірної Уругваю, поступаючись лише своєму партнеру Луїсу Суаресу.

## Статистика виступів
Станом на 3 червня 2019 року

### Статистика клубних виступів
| Сезон                         | Команда                       | Чемпіонат                     | Чемпіонат | Чемпіонат | Національний кубок | Національний кубок | Національний кубок | Континентальні кубки | Континентальні кубки | Континентальні кубки | Інші змагання | Інші змагання | Інші змагання | Усього | Усього |
| Сезон                         | Команда                       | Ліга                          | Ігор      | Голів     | Ліга               | Ігор               | Голів              | Ліга                 | Ігор                 | Голів                | Ліга          | Ігор          | Голів         | Ігор   | Голів  |
| ----------------------------- | ----------------------------- | ----------------------------- | --------- | --------- | ------------------ | ------------------ | ------------------ | -------------------- | -------------------- | -------------------- | ------------- | ------------- | ------------- | ------ | ------ |
| 2005–06                       | «Данубіо»                     | ПД                            | 10        | 4         | ЛУ                 | 5                  | 3                  | -                    | -                    | -                    | -             | -             | -             | 15     | 7      |
| 2006-січ. 2007                | «Данубіо»                     | ПД                            | 15        | 5         | -                  | -                  | -                  | -                    | -                    | -                    | -             | -             | -             | 15     | 5      |
| Усього за «Данубіо»           | Усього за «Данубіо»           | Усього за «Данубіо»           | 25        | 9         |                    | 5                  | 3                  |                      |                      |                      |               |               |               | 30     | 12     |
| січ.-черв. 2007               | «Палермо»                     | A                             | 7         | 2         | КІ                 | -                  | -                  | КУЄФА                | -                    | -                    | -             | -             | -             | 7      | 2      |
| 2007–08                       | «Палермо»                     | A                             | 33        | 5         | КІ                 | 2                  | 0                  | КУЄФА                | 2                    | 0                    | -             | -             | -             | 37     | 5      |
| 2008–09                       | «Палермо»                     | A                             | 35        | 14        | КІ                 | 1                  | 1                  | -                    | -                    | -                    | -             | -             | -             | 36     | 15     |
| 2009–10                       | «Палермо»                     | A                             | 34        | 13        | КІ                 | 3                  | 2                  | -                    | -                    | -                    | -             | -             | -             | 37     | 15     |
| Усього за «Палермо»           | Усього за «Палермо»           | Усього за «Палермо»           | 109       | 34        |                    | 6                  | 3                  |                      | 2                    | 0                    |               |               |               | 117    | 37     |
| 2010–11                       | «Наполі»                      | A                             | 35        | 26        | КІ                 | 2                  | 0                  | ЛЄ                   | 10                   | 7                    | -             | -             | -             | 47     | 33     |
| 2011–12                       | «Наполі»                      | A                             | 35        | 23        | КІ                 | 5                  | 5                  | ЛЧ                   | 8                    | 5                    | -             | -             | -             | 48     | 33     |
| 2012–13                       | «Наполі»                      | A                             | 34        | 29        | КІ                 | 1                  | 1                  | ЛЄ                   | 7                    | 7                    | СІ            | 1             | 1             | 43     | 38     |
| Усього за «Наполі»            | Усього за «Наполі»            | Усього за «Наполі»            | 104       | 78        |                    | 8                  | 6                  |                      | 25                   | 19                   |               | 1             | 1             | 138    | 104    |
| 2013–14                       | «Парі Сен-Жермен»             | Л1                            | 30        | 16        | КФ+КФЛ             | 2+3                | 1+4                | ЛЧ                   | 8                    | 4                    | СКФ           | -             | -             | 43     | 25     |
| 2014–15                       | «Парі Сен-Жермен»             | Л1                            | 35        | 18        | КФ+КФЛ             | 4+3                | 4+3                | ЛЧ                   | 10                   | 6                    | СКФ           | 1             | 0             | 53     | 31     |
| 2015–16                       | «Парі Сен-Жермен»             | Л1                            | 32        | 19        | КФ+КФЛ             | 5+4                | 2+1                | ЛЧ                   | 10                   | 2                    | СКФ           | 1             | 1             | 52     | 25     |
| 2016–17                       | «Парі Сен-Жермен»             | Л1                            | 36        | 35        | КФ+КФЛ             | 3+3                | 2+4                | ЛЧ                   | 8                    | 8                    | СКФ           | 0             | 0             | 50     | 49     |
| 2017–18                       | «Парі Сен-Жермен»             | Л1                            | 32        | 28        | КФ+КЛ              | 5+2                | 3+2                | ЛЧ                   | 8                    | 7                    | СФ            | 1             | 0             | 48     | 40     |
| 2018–19                       | «Парі Сен-Жермен»             | Л1                            | 21        | 18        | КФ+КЛ              | 3+2                | 2+1                | ЛЧ                   | 7                    | 2                    | СФ            | —             | —             | 33     | 23     |
| 2019–20                       | «Парі Сен-Жермен»             | Л1                            | 14        | 4         | КФ+КЛ              | 3+1                | 2+0                | ЛЧ                   | 3                    | 1                    | СФ            | 1             | 0             | 22     | 7      |
| Усього за «Парі Сен-Жермен»   | Усього за «Парі Сен-Жермен»   | Усього за «Парі Сен-Жермен»   | 200       | 138       |                    | 43                 | 31                 |                      | 54                   | 30                   |               | 4             | 1             | 301    | 200    |
| 2020–21                       | «Манчестер Юнайтед»           | ПЛ                            | 26        | 10        | КА+КЛ              | 3+1                | 0+1                | ЛЧ+ЛЄ                | 4+5                  | 0+6                  | -             | -             | -             | 39     | 17     |
| 2021–22                       | «Манчестер Юнайтед»           | ПЛ                            | 15        | 2         | КА+КЛ              | 1+0                | 0                  | ЛЧ                   | 4                    | 0                    | -             | -             | -             | 20     | 2      |
| Усього за «Манчестер Юнайтед» | Усього за «Манчестер Юнайтед» | Усього за «Манчестер Юнайтед» | 41        | 12        |                    | 5                  | 1                  |                      | 13                   | 6                    |               |               |               | 59     | 19     |
| Усього за кар'єру             | Усього за кар'єру             | Усього за кар'єру             | 479       | 271       |                    | 67                 | 44                 |                      | 94                   | 55                   |               | 5             | 2             | 645    | 372    |

### Статистика виступів за збірну
| Дата       | Місто                       | Господарі        | Результат               | Гості             | Турнір                          | Голи | Примітки |
| ---------- | --------------------------- | ---------------- | ----------------------- | ----------------- | ------------------------------- | ---- | -------- |
| 6-2-2008   | Монтевідео                  | Уругвай          | 2 – 2                   | Колумбія          | товариський матч                | 1    | 74'      |
| 25-5-2008  | Бохум                       | Туреччина        | 2 – 3                   | Уругвай           | товариський матч                | -    | 46'      |
| 11-10-2008 | Буенос-Айрес                | Аргентина        | 2 – 1                   | Уругвай           | Відбір до ЧС 2010               | -    | 23'      |
| 19-11-2008 | Сен-Дені                    | Франція          | 0 – 0                   | Уругвай           | товариський матч                | -    | 47'      |
| 11-2-2009  | Триполі                     | Лівія            | 2 – 3                   | Уругвай           | товариський матч                | -    | 59' 77'  |
| 1-4-2009   | Сантьяго                    | Чилі             | 0 – 0                   | Уругвай           | Відбір до ЧС 2010               | -    | 85'      |
| 6-6-2009   | Монтевідео                  | Уругвай          | 0 – 4                   | Бразилія          | Відбір до ЧС 2010               | -    | 74'      |
| 10-6-2009  | Пуерто-Ордас                | Венесуела        | 2 – 2                   | Уругвай           | Відбір до ЧС 2010               | -    | 80' 84'  |
| 12-8-2009  | Алжир (місто)               | Алжир            | 1 – 0                   | Уругвай           | товариський матч                | -    | 61'      |
| 9-9-2009   | Монтевідео                  | Уругвай          | 3 – 1                   | Колумбія          | Відбір до ЧС 2010               | -    | 32'      |
| 10-10-2009 | Кіто                        | Еквадор          | 1 – 2                   | Уругвай           | Відбір до ЧС 2010               | -    | 85'      |
| 14-10-2009 | Монтевідео                  | Уругвай          | 0 – 1                   | Аргентина         | Відбір до ЧС 2010               | -    | 59'      |
| 3-3-2010   | Санкт-Галлен                | Швейцарія        | 1 – 3                   | Уругвай           | товариський матч                | 1    | 63'      |
| 26-5-2010  | Монтевідео                  | Уругвай          | 4 – 1                   | Ізраїль           | товариський матч                | -    | 62'      |
| 16-6-2010  | Преторія                    | ПАР              | 0 – 3                   | Уругвай           | ЧС 2010 - 1-й етап              | -    | 89'      |
| 22-6-2010  | Рустенбург                  | Мексика          | 0 – 1                   | Уругвай           | ЧС 2010 - 1-й етап              | -    |          |
| 26-6-2010  | Порт-Елізабет               | Уругвай          | 2 – 1                   | Південна Корея    | ЧС 2010 - 1/8 фіналу            | -    |          |
| 2-7-2010   | Йоганнесбург                | Уругвай          | 1 – 1 д.ч. (4 - 2 п.п.) | Гана              | ЧС 2010 - чвертьфінал           | -    | 76'      |
| 6-7-2010   | Кейптаун                    | Уругвай          | 2 – 3                   | Нідерланди        | ЧС 2010 - півфінал              | -    |          |
| 10-7-2010  | Порт-Елізабет               | Уругвай          | 2 – 3                   | Німеччина         | ЧС 2010 - матч за 3 місце       | 1    | 89'      |
| 11-8-2010  | Лісабон                     | Ангола           | 0 – 2                   | Уругвай           | товариський матч                | 1    | 46'      |
| 8-10-2010  | Джакарта                    | Індонезія        | 1 – 7                   | Уругвай           | товариський матч                | 3    |          |
| 12-10-2010 | Ухань                       | КНР              | 0 – 4                   | Уругвай           | товариський матч                | 1    |          |
| 17-11-2010 | Сантьяго                    | Чилі             | 2 – 0                   | Уругвай           | товариський матч                | -    | 41'      |
| 29-3-2011  | Дублін                      | Ірландія         | 2 – 3                   | Уругвай           | товариський матч                | 1    | 64'      |
| 29-5-2011  | Зінсгайм                    | Німеччина        | 2 – 1                   | Уругвай           | товариський матч                | -    |          |
| 8-6-2011   | Монтевідео                  | Уругвай          | 1 – 1 (4 - 3 п.п.)      | Нідерланди        | товариський матч                | -    |          |
| 23-6-2011  | Ривера                      | Уругвай          | 3 – 0                   | Естонія           | товариський матч                | -    |          |
| 4-7-2011   | Сан-Хуан                    | Уругвай          | 1 – 1                   | Перу              | Копа Америка 2011 - 1-й етап    | -    | 79'      |
| 8-7-2011   | Мендоса                     | Уругвай          | 1 – 1                   | Чилі              | Копа Америка 2011 - 1-й етап    | -    | 46'      |
| 24-7-2011  | Буенос-Айрес                | Уругвай          | 3 – 0                   | Парагвай          | Копа Америка 2011 - Фінал       | -    | 63'      |
| 2-9-2011   | Харків                      | Україна          | 2 – 3                   | Уругвай           | товариський матч                | -    |          |
| 7-10-2011  | Монтевідео                  | Уругвай          | 4 – 2                   | Болівія           | Відбір до ЧС 2014               | 1    | 71'      |
| 11-10-2011 | Асунсьйон                   | Парагвай         | 1 – 1                   | Уругвай           | Відбір до ЧС 2014               | -    |          |
| 11-11-2011 | Монтевідео                  | Уругвай          | 4 – 0                   | Чилі              | Відбір до ЧС 2014               | -    |          |
| 15-11-2011 | Рим                         | Італія           | 0 – 1                   | Уругвай           | товариський матч                | -    | 40'      |
| 29-2-2012  | Бухарест                    | Румунія          | 1 – 1                   | Уругвай           | товариський матч                | 1    | 60'      |
| 25-5-2012  | Москва                      | Росія            | 1 – 1                   | Уругвай           | товариський матч                | -    |          |
| 2-6-2012   | Монтевідео                  | Уругвай          | 1 – 1                   | Венесуела         | Відбір до ЧС 2014               | -    |          |
| 10-6-2012  | Монтевідео                  | Уругвай          | 4 – 2                   | Перу              | Відбір до ЧС 2014               | -    |          |
| 7-9-2012   | Барранкілья                 | Колумбія         | 4 – 0                   | Уругвай           | Відбір до ЧС 2014               | -    |          |
| 11-9-2012  | Монтевідео                  | Уругвай          | 1 – 1                   | Еквадор           | Відбір до ЧС 2014               | 1    |          |
| 12-10-2012 | Мендоса                     | Аргентина        | 3 – 0                   | Уругвай           | Відбір до ЧС 2014               | -    |          |
| 16-10-2012 | Ла-Пас                      | Болівія          | 4 – 1                   | Уругвай           | Відбір до ЧС 2014               | -    | 36'      |
| 14-11-2012 | Гданськ                     | Польща           | 1 – 3                   | Уругвай           | товариський матч                | 1    | 46'      |
| 6-2-2013   | Доха                        | Іспанія          | 3 – 1                   | Уругвай           | товариський матч                | -    | 69'      |
| 22-3-2013  | Монтевідео                  | Уругвай          | 1 – 1                   | Парагвай          | Відбір до ЧС 2014               | -    | 45'      |
| 26-3-2013  | Сантьяго                    | Чилі             | 2 – 0                   | Уругвай           | Відбір до ЧС 2014               | -    |          |
| 5-6-2013   | Монтевідео                  | Уругвай          | 1 – 0                   | Франція           | товариський матч                | -    | 66'      |
| 11-6-2013  | Пуерто-Ордас                | Венесуела        | 0 – 1                   | Уругвай           | Відбір до ЧС 2014               | 1    |          |
| 16-6-2013  | Ресіфі                      | Іспанія          | 2 – 1                   | Уругвай           | Кубок Конфедерацій              | -    | 27'      |
| 20-6-2013  | Салвадор                    | Нігерія          | 1 – 2                   | Уругвай           | Кубок Конфедерацій              | -    |          |
| 26-6-2013  | Белу-Оризонті               | Бразилія         | 2 – 1                   | Уругвай           | Кубок Конфедерацій              | 1    | 21'      |
| 30-6-2013  | Салвадор                    | Уругвай          | 2 – 2 д.ч. (2 - 3 п.п.) | Італія            | Кубок Конфедерацій              | 2    |          |
| 6-9-2013   | Ліма                        | Перу             | 1 – 2                   | Уругвай           | Відбір до ЧС 2014               | -    | 50'      |
| 10-9-2013  | Монтевідео                  | Уругвай          | 2 – 0                   | Колумбія          | Відбір до ЧС 2014               | 1    |          |
| 11-10-2013 | Кіто                        | Еквадор          | 1 – 0                   | Уругвай           | Відбір до ЧС 2014               | -    |          |
| 15-10-2013 | Монтевідео                  | Уругвай          | 3 – 2                   | Аргентина         | Відбір до ЧС 2014               | 1    |          |
| 13-11-2013 | Амман                       | Йорданія         | 0 – 5                   | Уругвай           | Відбір до ЧС 2014               | 1    |          |
| 20-11-2013 | Монтевідео                  | Уругвай          | 0 – 0                   | Йорданія          | Відбір до ЧС 2014               | -    | 81'      |
| 30-5-2014  | Монтевідео                  | Уругвай          | 1 – 0                   | Північна Ірландія | товариський матч                | -    | 65'      |
| 4-6-2014   | Монтевідео                  | Уругвай          | 2 – 0                   | Словенія          | товариський матч                | 1    | 56'      |
| 14-6-2014  | Форталеза                   | Уругвай          | 1 – 3                   | Коста-Рика        | ЧС 2014 - 1-й етап              | 1    |          |
| 19-6-2014  | Павло (апостол)             | Уругвай          | 2 – 1                   | Англія            | ЧС 2014 - 1-й етап              | -    |          |
| 24-6-2014  | Натал (Ріу-Гранді-ду-Норті) | Італія           | 0 – 1                   | Уругвай           | ЧС 2014 - 1-й етап              | -    |          |
| 28-6-2014  | Ріо-де-Жанейро              | Колумбія         | 2 – 0                   | Уругвай           | ЧС 2014 - 1/8 фіналу            | -    |          |
| 5-9-2014   | Саппоро                     | Японія           | 0 – 2                   | Уругвай           | товариський матч                | 1    | 58'      |
| 8-9-2014   | Коян                        | Південна Корея   | 0 – 1                   | Уругвай           | товариський матч                | -    | 57'      |
| 13-11-2014 | Монтевідео                  | Уругвай          | 3 – 3 (6 - 7 п.п.)      | Коста-Рика        | товариський матч                | 1    | 71'      |
| 18-11-2014 | Сантьяго                    | Чилі             | 1 – 2                   | Уругвай           | товариський матч                | -    | 51'      |
| 28-3-2015  | Агадір (місто)              | Марокко          | 0 – 1                   | Уругвай           | товариський матч                | 1    |          |
| 6-6-2015   | Монтевідео                  | Уругвай          | 5 – 1                   | Гватемала         | товариський матч                | 2    | 46'      |
| 13-6-2015  | Антофагаста (місто)         | Уругвай          | 1 – 0                   | Ямайка            | Копа Америка 2015 - 1-й етап    | -    |          |
| 16-6-2015  | Ла-Серена (Чилі)            | Аргентина        | 1 – 0                   | Уругвай           | Копа Америка 2015 - 1-й етап    | -    |          |
| 20-6-2015  | Ла-Серена (Чилі)            | Уругвай          | 1 – 1                   | Парагвай          | Копа Америка 2015 - 1-й етап    | -    |          |
| 24-6-2015  | Сантьяго                    | Чилі             | 1 – 0                   | Уругвай           | Копа Америка 2015 - чвертьфінал | -    | 29', 63' |
| 12-11-2015 | Кіто                        | Еквадор          | 2 – 1                   | Уругвай           | Відбір до ЧС 2018               | 1    |          |
| 17-11-2015 | Монтевідео                  | Уругвай          | 3 – 0                   | Чилі              | Відбір до ЧС 2018               | -    |          |
| 25-3-2016  | Ресіфі                      | Бразилія         | 2 – 2                   | Уругвай           | Відбір до ЧС 2018               | 1    |          |
| 29-03-2016 | Монтевідео                  | Уругвай          | 1 – 0                   | Перу              | Відбір до ЧС 2018               | 1    |          |
| 27-5-2016  | Ла-Плата (місто)            | Уругвай          | 3 – 1                   | Тринідад і Тобаго | товариський матч                | 2    | 46'      |
| 5-6-2016   | Глендейл                    | Мексика          | 3 – 1                   | Уругвай           | Копа Америка 2016 - 1-й етап    | -    |          |
| 9-6-2016   | Філадельфія                 | Уругвай          | 0 – 1                   | Венесуела         | Копа Америка 2016 - 1-й етап    | -    |          |
| 13-6-2016  | Санта-Клара                 | Уругвай          | 3 – 0                   | Ямайка            | Копа Америка 2016 - 1-й етап    | -    |          |
| 1-9-2016   | Мендоса                     | Аргентина        | 1 – 0                   | Уругвай           | Відбір до ЧС 2018               | -    | 37'      |
| 6-9-2016   | Монтевідео                  | Уругвай          | 4 – 0                   | Парагвай          | Відбір до ЧС 2018               | 2    | 72'      |
| 6-10-2016  | Монтевідео                  | Уругвай          | 3 – 0                   | Венесуела         | Відбір до ЧС 2018               | 2    |          |
| 11-10-2016 | Барранкілья                 | Колумбія         | 2 – 2                   | Уругвай           | Відбір до ЧС 2018               | -    | 21'      |
| 15-11-2016 | Сантьяго                    | Чилі             | 3 – 1                   | Уругвай           | Відбір до ЧС 2018               | 1    |          |
| 23-3-2017  | Монтевідео                  | Уругвай          | 1 – 4                   | Бразилія          | Відбір до ЧС 2018               | 1    |          |
| 28-3-2017  | Ліма                        | Перу             | 2 – 1                   | Уругвай           | Відбір до ЧС 2018               | -    |          |
| 4-6-2017   | Дублін                      | Ірландія         | 3 – 1                   | Уругвай           | товариський матч                | -    | 15'      |
| 31-8-2017  | Монтевідео                  | Уругвай          | 0 – 0                   | Аргентина         | Відбір до ЧС 2018               | -    |          |
| 5-9-2017   | Асунсьйон                   | Парагвай         | 1 – 2                   | Уругвай           | Відбір до ЧС 2018               | -    |          |
| 5-10-2017  | Сан-Кристобаль              | Венесуела        | 0 – 0                   | Уругвай           | Відбір до ЧС 2018               | -    |          |
| 10-10-2017 | Монтевідео                  | Уругвай          | 4 – 2                   | Болівія           | Відбір до ЧС 2018               | 1    |          |
| 10-11-2017 | Варшава                     | Польща           | 0 – 0                   | Уругвай           | товариський матч                | -    | кап.     |
| 14-11-2017 | Відень                      | Австрія          | 2 – 1                   | Уругвай           | товариський матч                | 1    | 75'      |
| 23-3-2018  | Наньнін                     | Уругвай          | 2 – 0                   | Чехія             | товариський матч                | 1    | 80'      |
| 26-3-2018  | Наньнін                     | Уругвай          | 1 – 0                   | Уельс             | товариський матч                | 1    | 90+3'    |
| 7-6-2018   | Монтевідео                  | Уругвай          | 3 – 0                   | Узбекистан        | товариський матч                | -    | 76'      |
| 15-6-2018  | Єкатеринбург                | Єгипет           | 0 – 1                   | Уругвай           | ЧС 2018 - 1-й етап              | -    |          |
| 20-6-2018  | Ростов-на-Дону              | Уругвай          | 1 – 0                   | Саудівська Аравія | ЧС 2018 - 1-й етап              | -    |          |
| 25-6-2018  | Самара                      | Уругвай          | 3 – 0                   | Росія             | ЧС 2018 - 1-й етап              | 1    | 90'      |
| 30-6-2018  | Сочі                        | Уругвай          | 2 – 1                   | Португалія        | ЧС 2018 - 1/8 фіналу            | 2    | 74'      |
| 12-10-2018 | Сеул                        | Південна Корея   | 2 – 1                   | Уругвай           | товариський матч                | -    |          |
| 16-10-2018 | Сайтама                     | Японія           | 4 – 3                   | Уругвай           | товариський матч                | 1    |          |
| 16-11-2018 | Лондон                      | Бразилія         | 1 – 0                   | Уругвай           | товариський матч                | -    | 86'      |
| 20-11-2018 | Сен-Дені                    | Франція          | 1 – 0                   | Уругвай           | товариський матч                | -    | кап.     |
| 7-6-2019   | Монтевідео                  | Уругвай          | 3 – 0                   | Панама            | товариський матч                | -    | 64'      |
| 16-6-2019  | Белу-Оризонті               | Уругвай          | 4 – 0                   | Еквадор           | Копа Америка 2019 - 1-й етап    | 1    |          |
| 20-6-2019  | Порту-Алегрі                | Уругвай          | 2 – 2                   | Японія            | Копа Америка 2019 - 1-й етап    | -    |          |
| 24-6-2019  | Ріо-де-Жанейро              | Чилі             | 0 – 1                   | Уругвай           | Копа Америка 2019 - 1-й етап    | 1    |          |
| 29-6-2019  | Салвадор                    | Уругвай          | 0 – 0 (4 – 5 п.п.)      | Перу              | Копа Америка 2019 - чвертьфінал | -    |          |
| 15-11-2019 | Будапешт                    | Угорщина         | 1 – 2                   | Уругвай           | товариський матч                | 1    | 74'      |
| 18-11-2019 | Тель-Авів                   | Аргентина        | 2 – 2                   | Уругвай           | товариський матч                | 1    | 39' 56'  |
| 13-11-2020 | Барранкілья                 | Колумбія         | 0 – 3                   | Уругвай           | Відбір до ЧС 2022               | 1    | 78'      |
| 17-11-2020 | Монтевідео                  | Уругвай          | 0 – 2                   | Бразилія          | Відбір до ЧС 2022               | -    | 71'      |
| 18-6-2021  | Бразиліа                    | Аргентина        | 1 – 0                   | Уругвай           | Копа Америка 2021 - 1-й етап    | -    |          |
| 21-6-2021  | Куяба                       | Уругвай          | 1 – 1                   | Чилі              | Копа Америка 2021 - 1-й етап    | -    |          |
| 24-6-2021  | Куяба                       | Болівія          | 0 – 2                   | Уругвай           | Копа Америка 2021 - 1-й етап    | 1    |          |
| 28-6-2021  | Ріо-де-Жанейро              | Уругвай          | 1 – 0                   | Парагвай          | Копа Америка 2021 - 1-й етап    | 1    | 68'      |
| 3-7-2021   | Бразиліа                    | Уругвай          | 0 – 0 д.ч. (2 – 4 п.п.) | Колумбія          | Копа Америка 2021 - чвертьфінал | -    |          |
| 7-10-2021  | Монтевідео                  | Уругвай          | 0 – 0                   | Колумбія          | Відбір до ЧС 2022               | -    | 46'      |
| 10-10-2021 | Буенос-Айрес                | Аргентина        | 3 – 0                   | Уругвай           | Відбір до ЧС 2022               | -    | 46'      |
| 14-10-2021 | Манаус                      | Бразилія         | 4 – 1                   | Уругвай           | Відбір до ЧС 2022               | -    | 70'      |
| 27-1-2022  | Асунсьйон                   | Парагвай         | 0 – 1                   | Уругвай           | Відбір до ЧС 2022               | -    | 70'      |
| 1-2-2022   | Монтевідео                  | Уругвай          | 4 – 1                   | Венесуела         | Відбір до ЧС 2022               | 1    | 67'      |
| 24-3-2022  | Монтевідео                  | Уругвай          | 1 – 0                   | Перу              | Відбір до ЧС 2022               | -    | 67'      |
| 29-3-2022  | Сантьяго                    | Чилі             | 0 – 2                   | Уругвай           | Відбір до ЧС 2022               | -    | 29'      |
| 2-6-2022   | Глендейл                    | Мексика          | 0 – 3                   | Уругвай           | товариський матч                | 2    | 78'      |
| 5-6-2022   | Канзас-Сіті                 | США              | 0 – 0                   | Уругвай           | товариський матч                | -    | 61'      |
| 11-6-2022  | Монтевідео                  | Уругвай          | 5 – 0                   | Панама            | товариський матч                | 2    | 76'      |
| Усього     |                             | Матчів (3 місце) | 133                     |                   | Голів (2 місце)                 | 58   |          |

## Досягнення
| - Володар Кубка Америки: 2011 - Володар Кубка Італії: 2012 - Чемпіон Франції: 2014, 2015, 2016, 2018, 2019, 2020 - Володар Кубка Франції: 2015, 2016, 2017, 2018 - Володар Кубка французької ліги: 2014, 2015, 2016, 2017, 2018 - Володар Суперкубка Франції: 2014, 2015, 2016, 2017, 2018, 2019 | - Найкращий бомбардир Кубка Італії: 2011–2012 (5 голів) - Найкращий бомбардир Серії A: 2012–2013 (29 голів) - Найкращий бомбардир Ліги 1: 2016–2017 (35 голів), 2017–2018 (28 голів) - Футболіст року в Італії (Guerin Sportivo): 2013 |

## Цікаві факти
- Прізвиськом Кавані, «El Matador», названа піца в Неаполі[35].

## Особисте життя
Кавані одружений. Дружина — Марія:
«Я познайомився з Марією ще в Сальто. Наші батьки дружили. Вони разом грали за один клуб — „Поліспортіво“ Сальто — тільки мій у футбол, а її — в баскетбол». 
У пари є донька.